# 1383年至1385年葡萄牙空位期
1383年至1385年葡萄牙空位期是葡萄牙历史上的一场内战，在此期间没有加冕的葡萄牙国王在位。过渡期开始于国王费迪南一世去世，没有男性继承人，结束于约翰一世国王在阿尔朱巴罗塔战役中获胜后于1385年加冕。
葡萄牙人将这个时代解释为他们最早反对卡斯蒂利亚干预的民族抵抗运动，罗伯特·杜兰德认为它是“民族意识的伟大揭示者”。
资产阶级和贵族共同建立了阿维兹王朝，这是葡萄牙勃艮第家族的一个分支，稳坐独立王位。这与法国（百年战争）和英国（玫瑰战争）漫长的内战形成鲜明对比，贵族派系与中央集权的君主制进行了激烈的斗争。
它在葡萄牙通常被称为1383-1385危机（Crise de 1383-1385）。

## 事件背景
1383年，葡萄牙国王斐迪南一世病危。从他与Leonor Telles de Menezes的婚姻中，只有葡萄牙的比阿特丽斯公主幸存下来。她的婚姻是当时的主要政治问题，因为它将决定王国的未来。
几个政治派别为可能的丈夫游说，其中包括英国和法国的王子。最后，国王接受了他妻子的首选卡斯蒂利亚国王约翰一世。斐迪南在他的统治期间对卡斯蒂利亚发动了三场战争，这场于1383年5月举行的婚礼旨在通过两个王室的联合来结束敌对行动，但这并不是一个被广泛接受的解决方案。王朝联盟意味着葡萄牙将失去对卡斯蒂利亚的独立。许多贵族强烈反对这种可能性，但并没有团结在一个共同的王位觊觎者之下。有两位候选人，都是费迪南德的私生子同父异母兄弟：
- 约翰，葡萄牙的彼得一世和伊内斯·德·卡斯特罗的儿子，当时住在卡斯蒂利亚。
- 阿维兹大师约翰是彼得一世的另一个私生子，在葡萄牙中产阶级和传统贵族中非常受欢迎。

1383年10月22日，斐迪南国王去世。根据婚约，莱昂诺尔王后以女儿比阿特丽斯和女婿卡斯蒂利亚的约翰一世的名义摄政。由于外交反对不再可能，独立党采取了更激烈的措施，从而引发了1383-1385年的危机。

## 1383年
摄政王的枢密院错误地排除了里斯本商人的任何代表。另一方面，里斯本、贝哈、波尔图、埃武拉、埃斯特雷莫斯、波塔莱格雷和王国其他一些城市的民众纷纷支持阿维斯大师约翰（若昂），将他视为国家候选人（也是首选国家候选人）。1383年12月，阿维兹的约翰派采取了第一步。欧伦伯爵若昂·费尔南德斯·安德罗，名叫孔德·安德罗，是太后最讨厌的情人，被阿维兹若昂领导的一群阴谋者谋杀。在这一行动之后，约翰，被里斯本人民誉为“王国的校长和捍卫者”，也得到了该市大商人的支持， 现在是反对卡斯蒂利亚约翰一世自命不凡的领袖，他试图被承认为君主iure uxoris ，反对萨尔瓦特拉条约。 

## 1384年

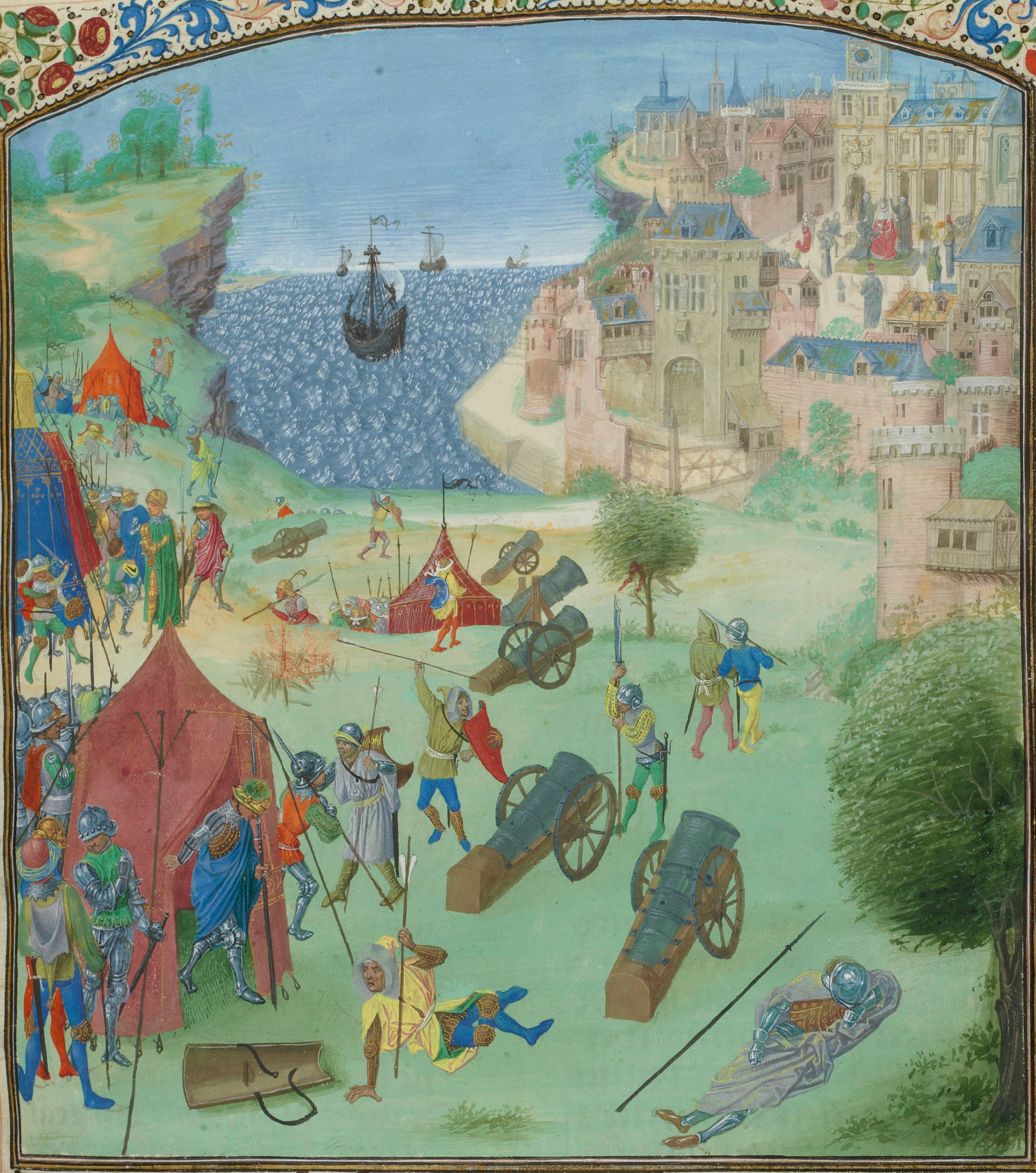
让·弗鲁瓦萨编年史中的里斯本之围

1384年4月6日，武装抵抗组织在阿托莱罗斯战役中遇到了卡斯蒂利亚军队。努诺·阿尔瓦雷斯·佩雷拉将军赢得了阿维兹党的战斗，但胜利并不是决定性的。卡斯蒂利亚的约翰一世随后于5月撤退到里斯本并包围了首都，其辅助舰队封锁了该市在塔霍河的港口，严重削弱了独立事业。没有首都及其财富和商业，就无法将国家从卡斯蒂利亚国王手中解放出来。在他这一边，卡斯蒂利亚的约翰一世需要里斯本，不仅出于经济原因，而且出于政治原因——他和比阿特丽斯都没有被加冕为葡萄牙的君主，而且在首都没有加冕礼的情况下，他只是一个指定的国王。
与此同时，阿维兹的约翰将抵抗军的军事指挥权交给了努诺·阿尔瓦雷斯·佩雷拉。将军继续攻击忠于卡斯蒂利亚人的城市并骚扰入侵的军队。阿维兹的约翰现在专注于外交攻势。国际政治在决定葡萄牙事务方面发挥了重要作用。1384年，百年战争达到顶峰，英法联军争夺法兰西王位。冲突蔓延到法国边界之外，并影响了例如最近才从罗马搬到阿维尼翁的教皇时期的西方分裂。卡斯蒂利亚是法国的传统盟友，因此，在英国寻求帮助是阿维兹的约翰的自然选择。5月，由于里斯本被围困，一个大使馆被派往英国理查二世为葡萄牙独立辩护。1384年，理查 17 岁，他的叔叔冈特的约翰（第一代兰开斯特公爵和英格兰摄政王）掌权。尽管最初不愿让步，冈特的约翰最终还是同意征兵增援葡萄牙军队。
里斯本正与饥荒作斗争，并担心被卡斯蒂利亚围攻战败。由于土地和河流的阻隔，这座城市没有希望得到阿维兹军队的救助，因为阿维兹军队规模太小，无法冒险干预，并被占领以制服其他城市。葡萄牙舰队试图解除卡斯蒂利亚的封锁。7月18日，由船长 Rui Pereira 率领的一组船只成功打破封锁，向里斯本运送珍贵的食物。成本很高，因为四艘船中有三艘被扣押，而鲁伊·佩雷拉本人也在海战中丧生。尽管取得了这个小小的成功，围攻仍在继续。塔霍河南岸的阿尔马达市向卡斯蒂利亚投降。但是围攻不仅对里斯本的居民来说很艰难：由于努诺·阿尔瓦雷斯·佩雷拉的骚扰和黑死病，卡斯蒂利亚的军队还面临着粮食供应短缺的问题。正是在他的队伍中爆发了一场流行病，迫使卡斯蒂利亚的约翰一世于9月3日解除围困并撤退到卡斯蒂利亚。几周后，卡斯蒂利亚舰队也放弃了塔霍河，里斯本避免了征服。

## 1385年

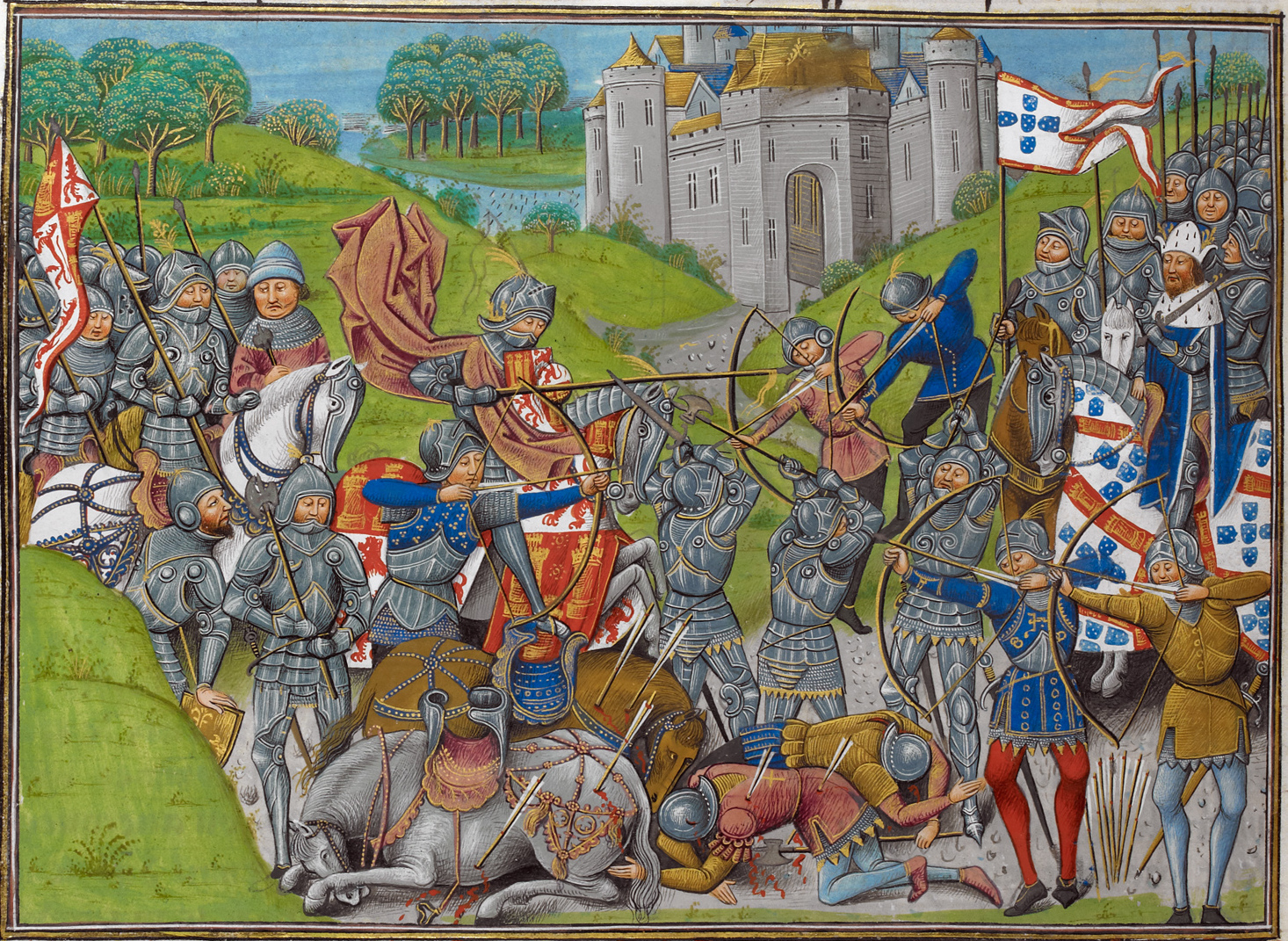
阿尔朱巴罗塔战役，1385 年 8 月 13 日，葡萄牙与卡斯蒂利亚之间的战争。

在1384年末和1385年初的几个月里，努诺·阿尔瓦雷斯·佩雷拉和阿维兹的约翰发动了战争，但他们未能制服当时支持卡斯蒂利亚事业的大多数葡萄牙城市。英国军队（一支盎格鲁-加斯康特遣队）响应求救号召，于复活节登陆葡萄牙。他们不是一支庞大的队伍，大约有 600 人（其中大约100人将在 Ajubarrota），但他们主要是百年战争的退伍军人，因此在成功的英国军事战术方面受过良好的教育。其中有少数长弓手已经在骑兵冲锋中展现了自己的价值。
与此同时，阿维兹的约翰在王国议会科尔特斯的科英布拉组织了一次会议。在那里，4月6日，他被宣布为葡萄牙第十任国王，这显然是对卡斯蒂利亚人自命不凡的蔑视。葡萄牙的约翰一世任命了葡萄牙的努诺·阿尔瓦雷斯·佩雷拉前往镇压仍在北部幸存的抵抗力量。
卡斯蒂利亚的约翰一世很不高兴。他的第一步是派出讨伐远征军，但部队在5月的特兰科索战役中惨败。从一月份开始，他开始准备他的军队来彻底解决这个问题。国王亲自率领一支庞大的卡斯蒂利亚军队于6月的第二周通过中北部入侵葡萄牙，从塞洛里科·达贝拉 ( Celorico da Beira ) 到科英布拉和莱里亚(Leiria)。一支由法国重骑兵组成的盟军分遣队与他们同行。人数的力量站在他们一边——卡斯蒂利亚方面约有32,000人，而葡萄牙方面则有6,500人。他们立即前往该国的主要城市里斯本和圣塔伦地区。
与此同时，葡萄牙约翰一世和努诺·阿尔瓦雷斯·佩雷拉的军队在托马尔市汇合。经过一番辩论，做出了决定：不能让卡斯蒂利亚人再次围攻里斯本，因为这座城市无疑会沦陷，因此葡萄牙人将在莱里亚附近的阿尔朱巴罗塔村附近拦截敌人。8月14日，卡斯蒂利亚军队因人数众多而行动迟缓，终于遇到了葡萄牙和英国军队。随后的战斗，阿尔朱巴罗塔战役，以克雷西战役和普瓦捷战役的风格进行。这些战术允许减少的步兵军队在侧翼使用长弓手和在前线使用防御结构（如铁蒺藜）来击败骑兵。卡斯蒂利亚军队不仅被击败，而且被歼灭。他们的损失是如此之大，以至于卡斯蒂利亚的约翰一世被阻止在接下来的几年里再次尝试入侵。

## 结果
凭借这场胜利，阿维兹的约翰被公认为葡萄牙无可争议的国王约翰一世，结束了1383-1385年危机的过渡期和无政府状态。直到1411年，葡萄牙人在巴尔韦德战役中再次取得胜利，并签署了《埃隆条约》，才得到卡斯蒂利亚的承认。1386年，英葡同盟随着温莎条约和约翰一世与冈特约翰的女儿兰开斯特的菲利帕结婚而得以续约。1387年，利用重新结盟的机会，约翰一世率领一支由9,000人组成的葡萄牙军队，由登陆加利西亚的1,500人英国特遣队增援，入侵卡斯蒂利亚，让冈特的约翰登上卡斯蒂利亚王位他与卡斯蒂利亚的康斯坦斯公主结婚。卡斯蒂利亚军队拒绝提供战斗，两个月后没有夺取重要城镇，盟军受到疾病和物资短缺的打击，遭遇了压倒性的失败。
该条约在今天仍然有效，确立了两国之间的相互支持条约：事实上，葡萄牙将在1640年再次利用它来对付邻国，将西班牙哈布斯堡国王驱逐出境，并在半岛战争期间再次使用它。英国（继英格兰之后）也将在第二次世界大战（允许盟军在亚速尔群岛建立基地）和1982年马岛战争期间使用英葡联盟。

## 时间线
1383年
- 4月2日——葡萄牙公主贝阿特丽斯（葡萄牙国王费迪南一世的独生子）根据萨尔瓦特拉德马格斯条约与卡斯蒂利亚国王约翰一世订婚
- 10月22日——斐迪南国王去世：太后莱昂诺尔以比阿特丽斯和约翰一世的名义摄政
- 抵抗开始，由阿维兹大师约翰领导：占领几座城堡

1384年
- 一月——卡斯蒂利亚的约翰一世入侵葡萄牙
- 四月 – Aviz 党赢得了Atoleiros 战役，但不是决定性的
- 五月——里斯本被卡斯蒂利亚人围攻；大使馆被派往英国
- 七月——葡萄牙舰队突破围困
- 9月3日——约翰一世和他的军队撤退到卡斯蒂利亚
- 冬季——阿维兹的阿尔瓦雷斯·佩雷拉和若昂征服亲卡斯蒂利亚的城市

1385年
- 复活节——英国联军抵达
- 4月6日——阿维兹的约翰被尊称为约翰一世国王
- 六月——在特兰科索的一次惩罚性远征失败后，卡斯蒂利亚的约翰一世再次大举入侵葡萄牙
- 8月14日——阿尔朱巴罗塔战役：葡萄牙取得决定性胜利
- 10月14日——巴尔韦德战役：葡萄牙胜利

## 笔记
1. ↑  Robert Durand, in Encyclopedia of the Middle Ages (Routledge, 2000), s.v. "Portugal", p 1173; see also Armíndo de Sousa, "Portugal" in The New Cambridge Medieval History 2004, vol. II p. 629.
2. 1 2 3 4 5 6  Oliveira Marques, A. H., História de Portugal
3. ↑  "The urban masses, linked in a movement of social revolt not peculiar to Portugal alone, were skillfully manipulated by the burgesses, intellectual elite and discontented nobility in support of what amounted to a palace revolution to regain lost honour and avenge insult... The coup, masterminded by the nobility, was soon transformed into a popular and nationwide revolution," observes Armíndo de Sousa (2004:629).
4. 1 2  Goodman, Anthony. . New York: St. Martin's Press. 1992: 123. ISBN 978-0-312-08358-8.